# Enthiran
Enthiran ou Endhiran (em tâmil:  எந்திரன்) é um filme indiano em língua tâmil lançado em 2010 pelo diretor e roteirista S. Shankar. Sua pré-produção durou quase uma década até que começou a ser filmado em 2008. O filme foi lançado mundialmente em 1 de outubro de 2010 e se tornou o filme indiano mais caro da história , além de deter o recorde de maior bilheteria global para um filme indiano na história, sendo exibido em mais de 2000 cinemas pelo mundo. O CD com sua trilha sonora também se tornou o primeiro CD indiano a ficar em primeiro lugar no iTunes Store na categoria Top 10 World Albuns.

## Sinopse
O cientista Dr. Vasi (Rajnikanth) constrói um robô à sua imagem que sabe fazer praticamente tudo, exceto entender as emoções humanas ou fazer julgamentos racionais. Porém em um momento, o robô se transforma e passa a sentir emoções humanas, se apaixonando pela noiva de seu criador, Sana (Aishwarya Rai). Cego por esse amor, ele se vira contra seu mestre.